# Monkey Business (album The Black Eyed Peas)
Monkey Business – czwarty album The Black Eyed Peas, wydany pod koniec maja i na początku czerwca 2005 roku.

## Informacje o albumie

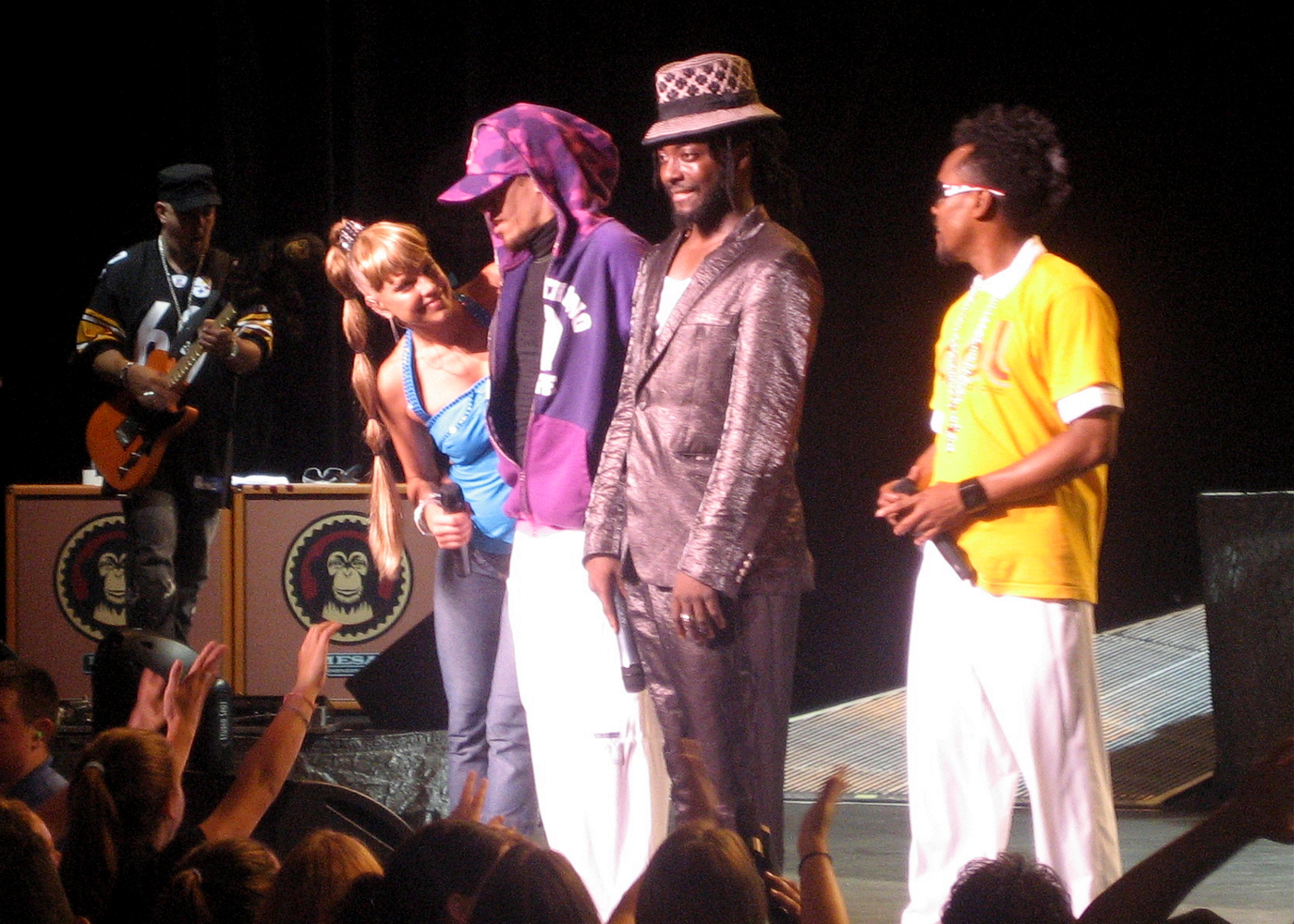
Grupa podczas koncertu 24 sierpnia 2006.

Pierwszym singlem nagranym z tego album był "Don't Phunk with My Heart". Wiele utworów z tego albumu zostało nagranych w Wielkiej Brytanii. "Dont Phunk with My Heart" została wypuszczona wkrótce po ukazaniu się "Dont Lie" na przełomie sierpnia i września 2005. Trzecim hitem okazał się "My Humps", zajął 3 miejsce na Billboard Hot 100.
“Pump It”, z próbkami hitu Dicka Dale’a “Misirlou” (Znany także jako motyw przewodni filmu Quentina Tarantino “Pulp Fiction”) który zajął miejsce 82. w czerwcu 2005 przed wydaniem singla. Został on później wydany jako czwarty singel i umieszczony na miejscu 18 w lutym 2006. Piąta piosenka „Dum Diddly”, umieszczona na pozycji 91 na liście Pop 100 i dzięki plotkom została uznana za ich 5 oficjalny singel latem 2006 roku. Utwory z albumu dostarczyły grupie 4 nominacje do Nagrody Grammy 2006 oraz wygrali w Najlepszym Rapowym Występie Wykonanym W Duecie Lub Grupie dzięki kawałkowi „Don’t Phunk With My Heart”  Album został nagrodzony potrójną platyną przez RIAA w Stanach Zjednoczonych  i sprzedano 3.928.816 jego kopii.  Kanadyjskie Stowarzyszenie Przemysłu Muzycznego (CRIA) nagrodziło Monkey Business  sześciokrotną "platyną", które sprzedano w ponad 600.000 kopii.
Zgodnie z IFPI ponad 2 miliony kopii sprzedano w Europie. Sprzedano 9 milionów na całym świecie.
Był to pierwszy album, który został poddany obróbce stylem „chopped and screwed” przez Paula Walla
Dwunasty utwór albumu, „Bebot”, jest wykonany w języku Tagalog. W Teledysku nagranym do tej piosenki występuje także dużo filipińskich jak i filipińsko-amerykańskich artystów, włącznie z finalistką amerykańskiej wersji „Idola” Jasmine Trias
Piosenka „My Style” została dołączona do ścieżki dźwiękowej NBA Live.
Nagrania w Polsce uzyskały status platynowej płyty.

## Lista utworów
1. "Pump It" 3:35
2. "Don't Phunk with My Heart" – 3:59
3. "My Style" (feat. Justin Timberlake) – 4:28
4. "Don't Lie" – 3:39
5. "My Humps" – 5:27
6. "Like That" (feat. Q-Tip, Talib Kweli, Cee-Lo & John Legend) – 4:34
7. "Dum Diddly" (feat. Dante Santiago) – 4:19
8. "Feel It" – 4:19
9. "Gone Going" (feat. Jack Johnson) – 3:13
10. "They Don't Want Music" (feat. James Brown) – 6:46
11. "Disco Club" – 3:48
12. "Bebot" – 3:30
13. "Ba Bump" – 3:56
14. "Audio Delite at Low Fidelity" – 5:29
15. "Union" (feat. Sting) – 5:04

Bonusowe utwory wydania brytyjskiego:
1. "Do What You Want" – 4:03
2. "If You Want Love" – 4:54

## Single
- "Don't Phunk with My Heart" (2005)
- "Don't Lie" (2005)
- "My Humps" (2005)
- "Pump It" (2006)
- "Like That" (2006)
- "Bebot" (2006)
- "Union" (2007)